# Lomas Vóley
Il Lomas Vóley è una società pallavolistica argentina, con sede a Lomas de Zamora e militante nel massimo campionato argentino, la Liga Argentina de Voleibol.

## Storia
Il Lomas Vóley nasce nel 2013, quando fa la sua apparizione nel panorama pallavolistico argentino, ammesso direttamente nella Liga Argentina de Voleibol, debuttandovi nella stagione 2013-14 raggiungendo le finali scudetto e la finale del Torneo Pre Sudamericano. Nella stagione seguente si classifica al quarto posto in campionato, ma grazie alla vittoria al Torneo Pre Sudamericano partecipa al Campionato sudamericano per club 2015, classificandosi al terzo posto.
Nel campionato 2015-16 il club si classifica al terzo posto in campionato e raggiunge la finale del Torneo Pre Sudamericano, mentre nel campionato seguente vince il primo trofeo della propria storia, trionfando in Coppa ACLAV, e raggiunge la finale della Coppa Máster.

## Rosa 2016-2017
| N° | Nome                | Ruolo | Data di nascita   | Nazionalità sportiva |
| -- | ------------------- | ----- | ----------------- | -------------------- |
| 1  | Santiago Cáceres    | S/O   | 17 febbraio 1998  | Argentina            |
| 3  | Nicolás Vázquez     | C     | 9 settembre 1988  | Argentina            |
| 4  | Maximiliano Cavanna | P     | 2 luglio 1988     | Argentina            |
| 5  | Ramiro Núñez        | S     | 15 marzo 1993     | Argentina            |
| 6  | Cristian Poglajen   | S     | 14 luglio 1989    | Argentina            |
| 7  | Julián Berón        | S     | 20 aprile 1998    | Argentina            |
| 8  | Renato da Silva     | S/O   | 18 novembre 1980  | Brasile              |
| 9  | Tomás Gallo         | S     | 20 agosto 1998    | Argentina            |
| 10 | Ignacio Bernasconi  | P     | 23 settembre 1985 | Argentina            |
| 11 | Bruno Wagner        | S     | 31 maggio 1999    | Argentina            |
| 12 | Mauro Di Martino    | S     | 8 ottobre 1984    | Argentina            |
| 13 | Lisandro Zanotti    | S     | 4 ottobre 1990    | Argentina            |
| 14 | Juan Cruz Bonilla   | L     | 5 agosto 1996     | Argentina            |
| 15 | Facundo Imhoff      | C     | 25 gennaio 1989   | Argentina            |
| 16 | Rodrigo Palumbo     | C     | 9 novembre 1989   | Argentina            |
| 17 | Tomás Dileo         | P     | 21 dicembre 1995  | Argentina            |
| 18 | Maximiliano Scarpín | C     | 22 febbraio 1990  | Argentina            |
| 19 | Franco Massimino    | L     | 23 maggio 1988    | Argentina            |

## Palmarès
- Coppa ACLAV: 1

2016